# Пуцинеј (Мехединци)
Пуцинеј (рум. Puținei) насеље је у Румунији у жупанији Мехединци у општини Извору Барзиј. Место се налази на надморској висини од 80 m.

## Становништво
Према подацима из 2002. године у насељу је живело 217 становника, од којих су сви румунске националности.